# Менжик, Ян
Ян Менжик из Домбровы (или Дубравы, пол. Jan Mężyk z Dąbrowy; 1370—1437) — польский шляхтич, придворный, государственный деятель, дипломат и воевода. Коронный постельничий, подчаший, затем — чашник (1404—1434), первый воевода Русского воеводства (1434—1437).

## Биография
Происходил из Менжиков, ветви немецкого рода Вадвич. Был родственником рода Роговских герба Дзялоша.
Имел хорошие отношения и благорасположение польского короля Владислава II Ягайло. Выполнял при короле функции постельничего (с 1394), подчашника, затем - чашника (с 1404). Также был королевским секретарем. Участвовал в дипломатических миссиях, выполнял различные поручения. За заслуги король щедро награждал своего придворного. Например, в 1406 году Менжик, владевший на тот момент небольшим селом Печенеги, получил от Владислава Ягайло 1000 гривен.
Во время битвы под Грюнвальдом 1410 года возглавлял личную хоругвь герба Вадвич, хотя непосредственно в ходе битвы находился в окружении короля Владислава Ягайло. Перед началом битвы был переводчиком орденских послов от великого магистра Ульриха фон Юнгингена к королю Ягайло и великому князю Витовту.
В 1413 году принимал участие в подписании Городельской унии, в результате чего герб Вадвич стал одним из городельских гербов. Подпустил к гербу некоторых литовских бояр. В 1416 году выполнял ряд особых поручений Ягайло, в частности мероприятия по третьей свадьбе Ягайло с Елизаветой Грановской.
Участвовал в дипломатической деятельности. В 1419 году выступил гарантом союза с Данией. Был участником подписания мирного договора с Венгрией (1423). В 1422—1425 годах получил за свою деятельность ряд земель на т.н. «королевщине» — королевских владениях на территории Галицкой Руси. В 1427 году был назначен генеральным старостой Руси. В 1429 году участвовал в посольстве к императору Сигизмунду Люксембургскому.
С 1430 года принимал участие в Луцкой войне и гражданской войне против Свидригайло. Вместе с Винцентом из Шамотул командовал польским войском в битве на Мурафе. В ходе сражения поляки были окружены войсками князя Федора Даниловича Острожского, соратника Свидригайло и разбиты. Менжику удалось спастись, но в следующем году в битвах с крестоносцами — союзниками Свидригайло — Ян Менжик был тяжело ранен. В 1434 году умер король Владислав Ягайло, покровитель Менжика.
В 1434 году на месте Русского староства было образовано Русское воеводство, первым воеводой которого стал Ян Менжик. В 1435 году Менжик в последний раз упоминается как дипломат, он участвует в переговорах с рыцарями Тевтонского ордена. В 1437 году Ян Менжик умер. Он был женат дважды, в первый раз на Анне из Ривтян, вторая жена была из рода Задорув. Однако оба брака были бездетными. Был похоронен в костеле Божьего Тела в Велюни.